# Tres fuentes y tres partes integrantes del marxismo
Tres fuentes y tres partes integrantes del marxismo (en ruso: Три источника и три составных части марксизма) es un artículo escrito por el revolucionario ruso Vladímir Lenin y publicado en 1913. El artículo fue publicado en el trigésimo aniversario de la muerte de Karl Marx. En él, Lenin se opone a los que tratan al marxismo como a una especie de secta. Al rechazar estos reproches, enfatiza de todas las maneras posibles que el marxismo surgió como el resultado natural de toda la historia precedente. La obra ofrece una exposición concisa de la esencia y el origen del marxismo. Según Lenin, las fuentes teóricas del marxismo son la filosofía clásica alemana, la economía política clásica inglesa y el socialismo utópico francés. En la Unión Soviética, fue una obra de lectura obligada para los estudiantes que querían acceder a una educación superior.

## Puntos principales
En Las tres fuentes y los tres partes integrantes del marxismo, Lenin se opone a quienes tratan al marxismo como una especie de “sectarismo”. Al rechazar estos reproches, Lenin subraya de todas las formas posibles que el marxismo surgió como un resultado natural de toda la historia anterior.
La historia de la filosofía y la historia de las ciencias sociales muestran con diáfana claridad que en el marxismo nada hay que se parezca al “sectarismo”, en el sentido de que sea una doctrina fanática, petrificada, surgida al margen del camino real del desarrollo de la civilización mundial.
Lenin sostiene que el marxismo, por el contrario, es una teoría consistente resultante del procesamiento, la reinterpretación crítica y el desarrollo creativo de lo mejor que produjo el pensamiento humano en el siglo XIX. Los predecesores directos que tuvieron el mayor impacto en las opiniones filosóficas de Marx y Engels fueron Hegel y Feuerbach. En una forma modificada, las ideas dialécticas de Hegel se convirtieron en la fuente filosófica de la dialéctica materialista. En su crítica de las opiniones idealistas de Hegel, Marx y Engels se basaron en toda la tradición materialista y, sobre todo, en el materialismo de Feuerbach. El materialismo dialéctico es el resultado de una transformación creativa radical de los sistemas de Hegel y Feuerbach sobre la base de una nueva interpretación de la realidad social y natural:
Marx profundizó y desarrolló totalmente el materialismo filosófico, e hizo extensivo el conocimiento de la naturaleza al conocimiento de la sociedad humana. El materialismo histórico de Marx es una enorme conquista del pensamiento científico.
Las ideas de los destacados economistas ingleses Adam Smith (1723-1790) y David Ricardo (1772-1823), quienes sentaron las bases de la anatomía económica de la sociedad burguesa y fundamentaron la teoría del valor trabajo, ayudaron a Marx y Engels a desarrollar la filosofía social del materialismo histórico.
Allí donde los economistas burgueses veían relaciones entre objetos (cambio de unas mercancías por otras), Marx descubrió relaciones entre personas. [...] La teoría de la plusvalía es la piedra angular de la teoría económica de Marx. El capital, creado por el trabajo del obrero, oprime al obrero, arruina a los pequeños propietarios y crea un ejército de desocupados. [...] El capitalismo ha triunfado en el mundo entero, pero este triunfo no es más que el preludio del triunfo del trabajo sobre el capital.
Finalmente con la caída del feudalismo surgen las teorías políticas de los socialistas utópicos franceses (como Saint-Simon y Fourier) que criticaban la sociedad capitalista y soñaba con su destrucción estableciendo un régimen superior.
Pero el socialismo utópico no podía indicar una solución real. No podía explicar la verdadera naturaleza de la esclavitud asalariada bajo el capitalismo, ni descubrir las leyes del desarrollo capitalista, ni señalar qué fuerza social está en condiciones de convertirse en creadora de una nueva sociedad.
Con estas ideas Marx llegó a la conclusión de la lucha de clases.

## Influencia
En la URSS, el artículo de Lenin Las tres fuentes y los tres partes integrantes del marxismo, que ofrece una exposición concisa de la esencia y el origen del marxismo, era una lectura obligada no solo para los estudiantes de los establecimientos de educación superior, sino también para los alumnos de último año. Una cita específica: "La doctrina marxista es omnipotente porque es verdadera" (en ruso: "Учение Маркса всесильно, потому что оно верно" ), fue ampliamente utilizada tanto en la propaganda soviética como en la literatura educativa como lema.